# Albert Camille Vital
Albert Camille Vital (Toliara, 18 luglio 1952) è un militare, politico, ufficiale e ingegnere malgascio con cittadinanza francese,  addestrato in URSS.
Nella sua carriera, è stato Capo Ufficio Tecnico dello Stato Maggiore delle Forze dello Stato per lo sviluppo (1987-1991), e poi nominato comandante del corpo del primo reggimento della Regione Militare n. 5 Toliara (1998-2001), prima formazione presso la Scuola Superiore di Guerra a Parigi nel 2001-2002.
Il 20 dicembre 2009 Vital è stato nominato Primo ministro dal Presidente Andry Rajoelina, succedendo a Cécile Manorohanta, Primo ministro ad interim.
Il 28 ottobre 2011 è stato sostituito da Omer Beriziky.